# Linia kolejowa nr 631
Linia kolejowa nr 631 Milanów – Fronołów – planowana linia kolejowa we wschodniej Polsce.
Linia ta według zamierzeń ma być uzupełnieniem sieci kolejowej we wschodniej Polsce i istotnym uzupełnieniem komunikacji w woj. lubelskim – połączenie Lublina z północną częścią województwa i dalej – z Białymstokiem. Linia ma odgałęziać się od linii nr 30 w okolicach Milanowa, następnie przechodzić przez Łomazy, w Białej Podlaskiej łączyć się z linią nr 2, aby następnie, tuż przed mostem przez Bug w Mierzwicach-Kolonii, połączyć się z linią nr 31.
6 marca 2020 na konferencji „Rozwój kolei w województwie lubelskim” w Radzyniu Podlaskim 20 samorządowców z woj. lubelskiego podpisało dokument będący apelem do ministrów aktywów państwowych i infrastruktury o budowę linii.  